# 福知山運転所
福知山運転所（ふくちやまうんてんしょ）は、京都府福知山市にある西日本旅客鉄道（JR西日本）近畿統括本部の運転士が所属する組織である。

## 乗務範囲
- 山陰本線：京都駅 - 城崎温泉駅間
- JR神戸線：尼崎駅 - 大阪駅間
- 福知山線：全線
- 舞鶴線：全線

## 配置車両の車体に記されていた略号
発足後は近畿圏運行本部を表す「近」と組み合わせた「近フチ」で、福知山支社の発足により福知山支社の略号である「福󠄁」と、福知山の電報略号である「フチ」から構成され、旅客車は「福󠄁フチ」、機関車は「福󠄁」であった。

## 過去の配置車両
かつてはディーゼル機関車や気動車が配置されていたが、福知山駅の高架化で検修設備が廃止され（豊岡鉄道部に移転）、乗務員のみの配置となった。
ディーゼル機関車
- DD54形
- DD51形
- DE10形
- DD15形
- DE15形

気動車
- キハ58形・キハ28形・キロ28形
- キハ40形
- キハ47形
- キハ35系
- キハ20系
- キハ10系

貨車
- チキ5200形
- ホキ800形
- ヨ8000形
- ワム80000形

## 歴史
- 1899年（明治32年）7月：阪鶴鉄道福知山機関庫として発足[1]。
- 1907年（明治40年）8月：阪鶴鉄道の国有化に伴い、官設鉄道に移管。
- 1936年（昭和11年）9月：福知山機関区に改称。
- 1986年（昭和61年）
  - 3月3日：福知山機関区と福知山客貨車区を統合して福知山運転区が発足。福知山機関区西舞鶴支区と福知山客貨車区西舞鶴派出所を統合して、福知山運転区西舞鶴支区に組織変更[2]。
  - 11月1日：福知山運転区福知山支区が発足[3]。
- 1987年（昭和62年）4月1日：国鉄分割民営化により、福知山運転区を福知山運転所に組織変更[4]。福知山支区は福知山支所に、西舞鶴支区は西舞鶴支所に改称。
- 1990年（平成2年）6月1日：和田山派出所・豊岡運用を設置[5]。
- 1991年（平成3年）4月1日：和田山派出所を福崎鉄道部に、西舞鶴支所を舞鶴鉄道部にそれぞれ統合[5]。
- 1996年（平成8年）3月16日：福知山支所を電車グループに改称[6]。
- 2002年（平成14年）6月1日：電車グループを電車センターに改称[7]。
- 2007年（平成19年）7月1日：電車グループが福知山電車区として独立[8]。福知山運転所は乗務員区所になる。